# YONAGOれいるろおど館
YONAGOれいるろおど館（よなごれいるろおどかん）は、鳥取県米子市の元町商店街にあった鉄道ミニ博物施設。

## 概要
元町通り商店街振興組合が米子市や県、米子商工会議所の補助を受け、1999年（平成11年）12月4日に開館した。総事業費は3880万円。レール総延長200メートル、山陰最大規模のジオラマ（1/150スケール）を目玉に、鉄道機器や鉄道写真などを展示していた。採算性を理由に、2006年（平成18年）3月31日限りで閉館した。現在は「DARAZ CREATE BOX」となっており、DARAZコミュニティ放送が入居している。
- 営業時間　平日：11:00 - 17:00 土、日、祝日：10:00 - 18:00
- 休業日　水・木曜日
- 入場料　無料

## やくも子
同館で働いていた、人型ロボット（鉄道擬人化）という架空の設定を持つ、マスコットキャラクターである。
後藤総合車両所ひみつ地下工場（らしい）ジオフロント作業区で生まれたとされる。身長は157センチ、特技は口から吐瀉物。電子頭脳はMacG3並とされるが、AI本来の学習機能に支障があるようで、（後述のヤクモコネットにおける電子掲示板の）日常的なスパム攻撃に対応しきれていない。
自分の事をマニアやヲタ（おたく）として自称できる人となら、誰とでもお友達になる、フレンドリーな女の子（ロボット）という設定である。
実際にイベント会場などで活躍している。

### そのほかのロボット（仲間）達
- アサシヲ（181系気動ロボット）
- ハクト子
- えーでりる
- サンライズ出雲子
- 187子（おきタン・まつかぜタン）